# Burg Ciechanów
Die Burg in Ciechanów (auch das Schloss der Herzöge von Masowien) ist eine großteils erhaltene bzw. teilweise wiederaufgebaute Burganlage aus dem 14. Jahrhundert. Sie befindet sich in der Stadt Ciechanów im gleichnamigen Landkreis der polnischen Woiwodschaft Masowien und wird heute als Museum sowie zu Veranstaltungen genutzt.

## Geschichte
Vermutlich begann der masowische Herzog Siemowit II. 1344 mit dem Bau der Burg. Unter seinem Sohn Siemowit III. wurde weitergebaut. Fertiggestellt wurde die Anlage etwa um 1430 unter Herzog Janusz I. Als Architekt wird ein Niklos benannt, dessen Herkunft unbekannt ist. Die Burg wurde komplett neu angelegt und basiert nicht auf Vorgängerbauten. Sie liegt am östlichen Stadtrand auf dem sumpfigen Ufergelände des Flusses Łydynia.
Nach dem Tode des kinderlosen Janusz III. fiel die Burg im 16. Jahrhundert an Bona Sforza, der Witwe von König Zygmunt I. (Stary). Unter ihr wurde etwa 1550 das vormals schlichte Wohngebäude in eine aufwändig ausgestattete Residenz umgebaut. Bereits kurze Zeit nach dem Tode der Königin wurde die Burg nicht mehr ausreichend unterhalten. In den Jahren 1657 und 1708 zerstörten im Rahmen der beiden Nordischen Kriege schwedische Truppen die Anlage teilweise. Während der preußischen Besetzung nach der dritten Teilung Polens wurde sie noch einmal beschädigt. Ab Ende des 18. Jahrhunderts diente sie als Steinbruch zum Bau von Gebäuden in der Ortschaft. Zwischen den Weltkriegen begann eine teilweise Rekonstruktion, Touristen konnten sie besichtigen.
Während der deutschen Besatzungszeit im Zweiten Weltkrieg war die Burg Schauplatz öffentlicher Hinrichtungen. Am 17. Dezember 1942 wurden vier Soldaten der polnischen Heimatarmee gehängt. Ein Denkmal auf dem Hof der Burg erinnert an diesen Tag.
Im Jahr 2010 finden archäologische Ausgrabungen im Innenhof der Burg und vor allem an der Stelle des Bona’schen Palastes statt. Ein Wiederaufbau des Palastes ist umstritten. In der Burg befindet sich eine Zweigstelle des Museums des Adels von Masowien aus Ciechanów. Beide Türme sowie der Laufgang auf der verbindenden Mauer sind zugänglich. Es werden vor allem historische Waffen ausgestellt.
Für viele polnische Künstler diente die Ruine der Burg von Ciechanów als künstlerische Inspiration. Die Schriftsteller Zygmunt Krasiński, Hipolit Gawarecki, Stefan Żeromski, Bolesław Prus, Henryk Sienkiewicz und Maria Konopnicka behandelten sie in ihren Werken.

## Architektur
Die gotische Burg steht auf einem rechteckigen Grundriss. Sie besteht aus einer Umfassungsmauer, deren Südseite mit zwei runden Ecktürmen versehen ist. Im ostwärtigen Turm befand sich ein Gefängnis, im westlichen Turm die Waffenkammern. Nach der ersten Bauphase (bis zum 15. Jahrhundert) waren die Umfassungsmauern nur etwa 5 Meter hoch. Die Burg war von einem Wassergraben umgeben, der auf der Südseite von einer feststehenden Holzbrücke zum damaligen Eingangstor zwischen den Türmen überquert werden konnte. Nachdem später wegen Staumaßnahmen an Flüssen in der Umgebung der Wasserspiegel stieg, musste der Innenhof der Burg um 1,5 Meter erhöht werden. Das alte Tor war nicht mehr nutzbar und es wurde an der Westseite ein höherliegendes Tor errichtet, das über eine Zugbrücke erreicht werden konnte. Der alte Eingang wurde zugeschüttet. Im Rahmen der Hofanhebung wurden auch die Außenmauern (auf bis zu 10 Metern) und Türme sukzessive erhöht. Da der Grundwasserspiegel heute wieder niedriger liegt, ist das alte Eingangstor wieder freigelegt worden.
Die ursprüngliche Burg enthielt dem alten Eingangstor gegenüberliegend im Innenhof (an der Nordmauer angelehnt) ein einstöckiges Wohngebäude. Nachdem Königin Bona die Burg übernommen hatte, wurde an dessen Stelle im 15. Jahrhundert ein zweistöckiges, palastartiges Gebäude im Renaissance-Stil errichtet. Es wurde als „Wielki Dom“ („Großes Haus“) bezeichnet. Im nordostwärtigen Teil des Gebäudes befand sich eine Kapelle. Ein einstöckiges Holzgebäude entstand entlang der Ostseite. Beide Gebäude wurden während der dritten Teilung Polens abgerissen.

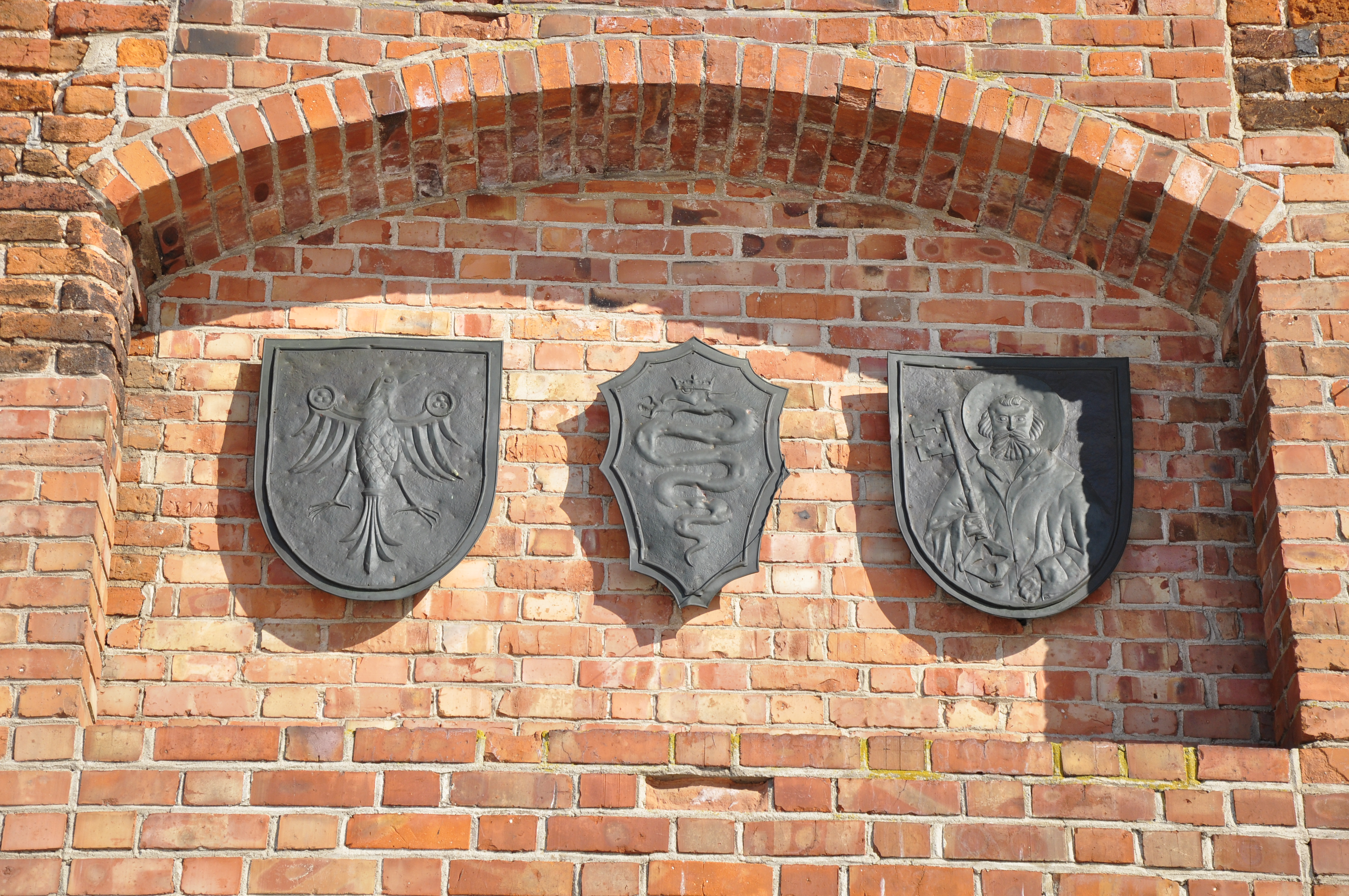
(Neu gefertigte) Wappen[5] über dem derzeitigen Eingangstor an der Westseite der Burg
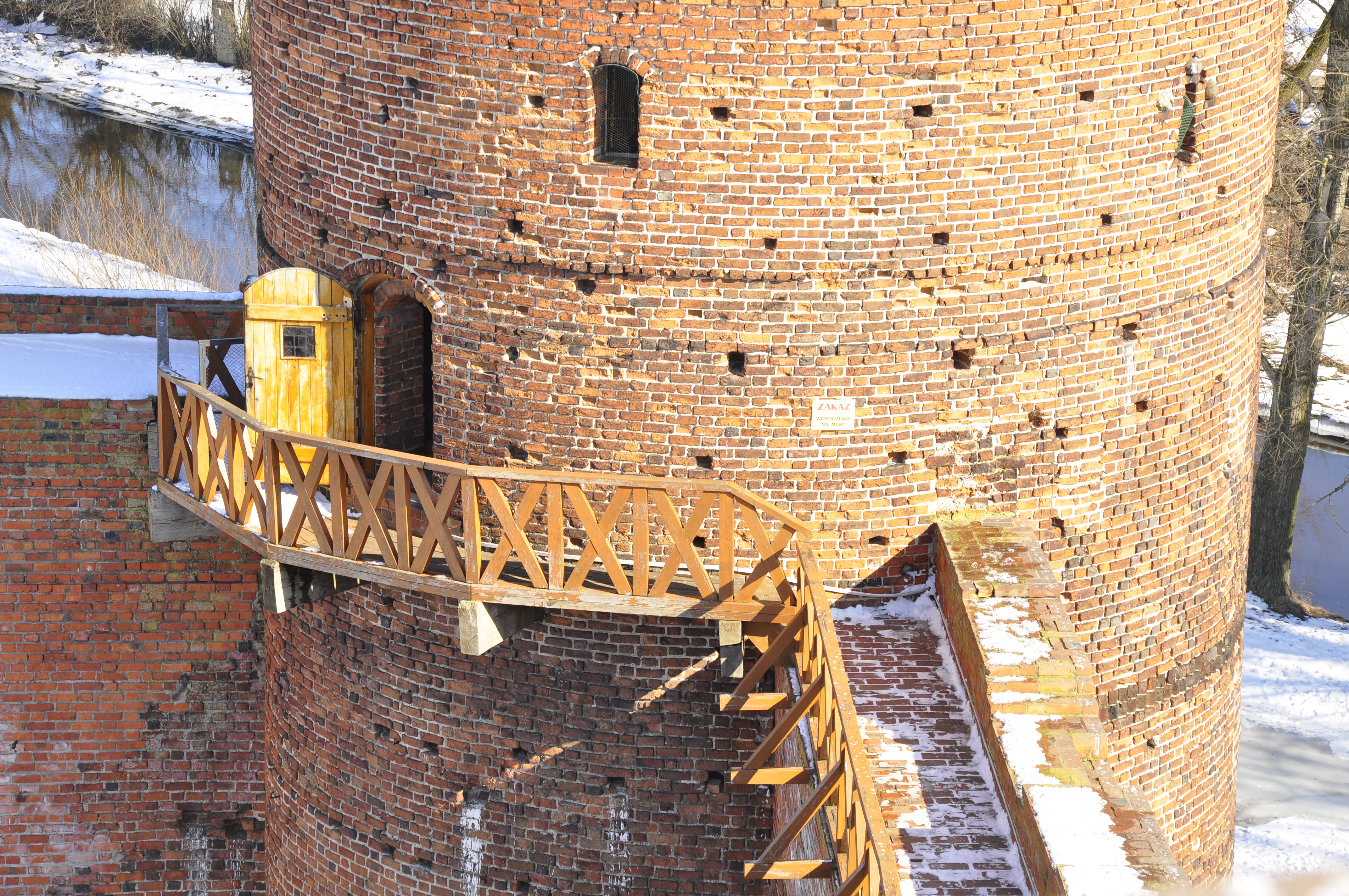
Blick auf den Wehrturm an der Südostecke der Anlage
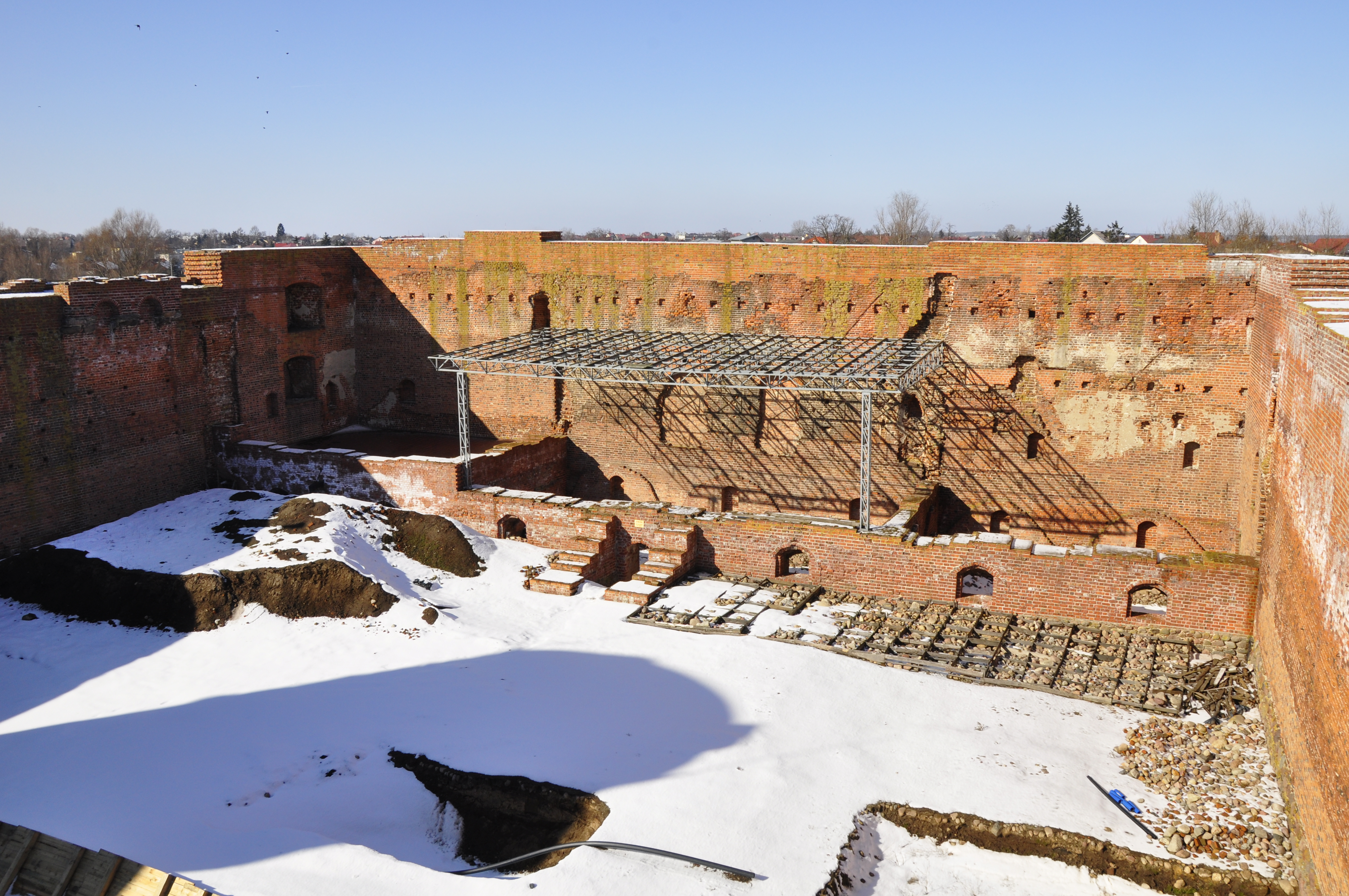
Die Nordwand, an der früher die Residenz angelehnt war
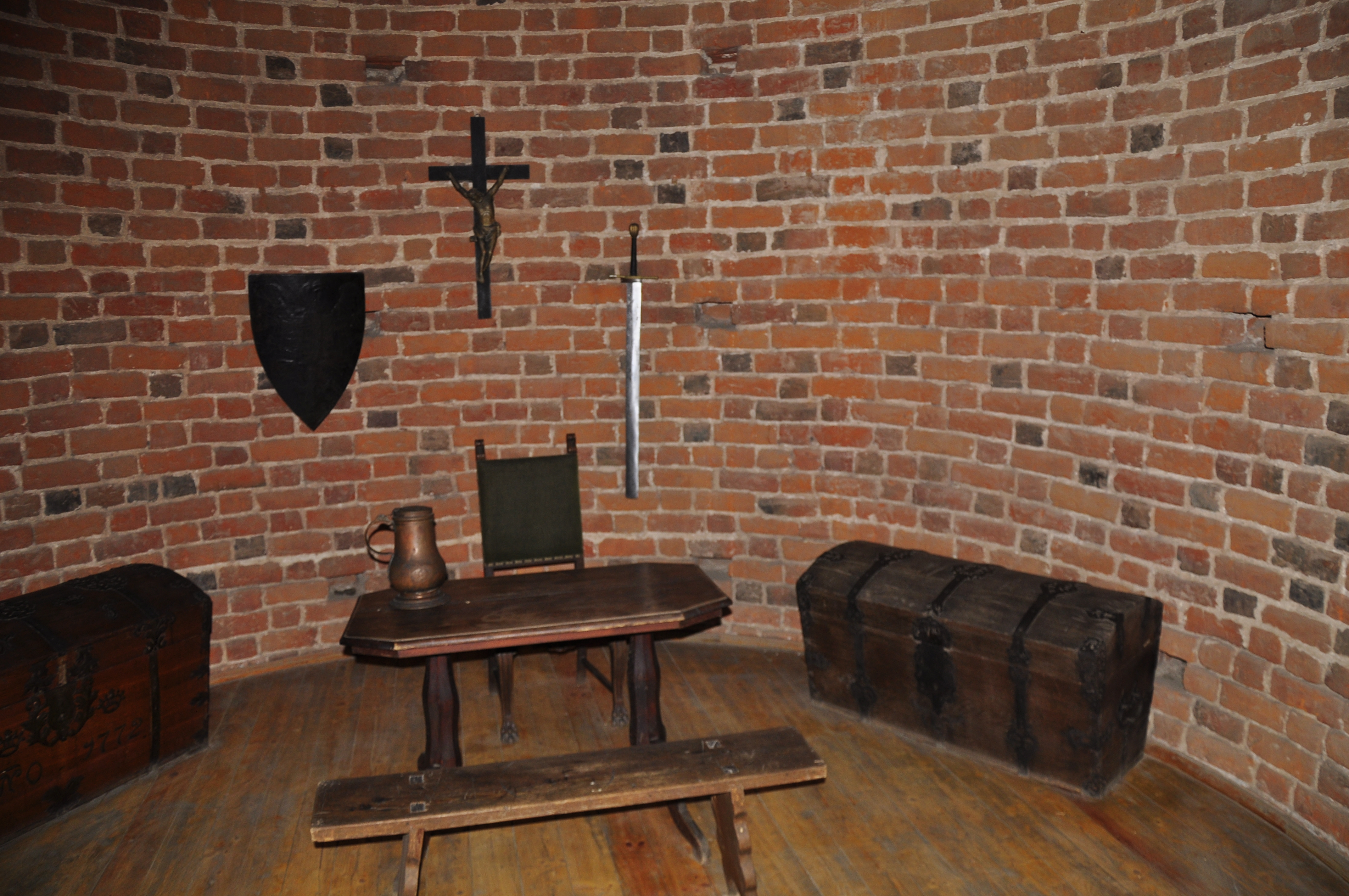
Museumsraum im Südwestturm